# Vion (Ardecha)
Vion (en francès i occità) és un municipi francès situat al departament de l'Ardecha i a la regió d'Alvèrnia-Roine-Alps. L'any 2007 tenia 866 habitants.

## Demografia

### Població
El 2007 la població de fet de Vion era de 866 persones. Hi havia 329 famílies de les quals 84 eren unipersonals (44 homes vivint sols i 40 dones vivint soles), 88 parelles sense fills, 141 parelles amb fills i 16 famílies monoparentals amb fills.
La població ha evolucionat segons el següent gràfic:
Habitants censats

### Habitatges
El 2007 hi havia 400 habitatges, 336 eren l'habitatge principal de la família, 48 eren segones residències i 16 estaven desocupats. 363 eren cases i 35 eren apartaments. Dels 336 habitatges principals, 265 estaven ocupats pels seus propietaris, 61 estaven llogats i ocupats pels llogaters i 9 estaven cedits a títol gratuït; 3 tenien una cambra, 18 en tenien dues, 38 en tenien tres, 99 en tenien quatre i 177 en tenien cinc o més. 213 habitatges disposaven pel capbaix d'una plaça de pàrquing. A 136 habitatges hi havia un automòbil i a 175 n'hi havia dos o més.

### Piràmide de població
La piràmide de població per edats i sexe el 2009 era:
| Homes | Edats   | Dones |
| ----- | ------- | ----- |
| 0     | 95 o +  | 0     |
| 0     | 90 a 94 | 0     |
| 0     | 85 a 89 | 12    |
| 4     | 80 a 84 | 8     |
| 8     | 75 a 79 | 4     |
| 20    | 70 a 74 | 32    |
| 20    | 65 a 69 | 16    |
| 20    | 60 a 64 | 8     |
| 16    | 55 a 59 | 16    |
| 32    | 50 a 54 | 36    |
| 24    | 45 a 49 | 28    |
| 44    | 40 a 44 | 20    |
| 40    | 35 a 39 | 28    |
| 24    | 30 a 34 | 28    |
| 16    | 25 a 29 | 16    |
| 28    | 20 a 24 | 20    |
| 36    | 15 a 19 | 28    |
| 24    | 10 a 14 | 24    |
| 20    | 5 a 9   | 32    |
| 8     | 0 a 4   | 20    |

## Economia
El 2007 la població en edat de treballar era de 561 persones, 416 eren actives i 145 eren inactives. De les 416 persones actives 367 estaven ocupades (216 homes i 151 dones) i 49 estaven aturades (16 homes i 33 dones). De les 145 persones inactives 48 estaven jubilades, 55 estaven estudiant i 42 estaven classificades com a «altres inactius».

### Ingressos
El 2009 a Vion hi havia 341 unitats fiscals que integraven 912 persones, la mediana anual d'ingressos fiscals per persona era de 16.256 €.

### Activitats econòmiques
Dels 24 establiments que hi havia el 2007, 1 era d'una empresa alimentària, 1 d'una empresa de fabricació de material elèctric, 3 d'empreses de fabricació d'altres productes industrials, 6 d'empreses de construcció, 3 d'empreses de comerç i reparació d'automòbils, 3 d'empreses d'hostatgeria i restauració, 1 d'una empresa immobiliària, 5 d'empreses de serveis i 1 d'una empresa classificada com a «altres activitats de serveis».
Dels 5 establiments de servei als particulars que hi havia el 2009, 2 eren paletes, 2 guixaires pintors i 1 restaurant.
Dels 2 establiments comercials que hi havia el 2009, 1 era una fleca i 1 una carnisseria.
L'any 2000 a Vion hi havia 30 explotacions agrícoles que ocupaven un total de 54 hectàrees.

## Equipaments sanitaris i escolars
El 2009 hi havia una escola elemental.

## Poblacions properes
El següent diagrama mostra les poblacions més properes.